# Цумкорит
Цумкорит — це рідкісний гідратований мінерал, арсенат свинцю, який був відкритий у 1971 році та про який повідомили Гейєр, Каутц і Мюллер. Він був названий на честь копальні TSUMeb CORporation в Цумебі (Намібія), на знак визнання підтримки корпорацією мінералогічних досліджень рудного тіла в Лабораторії дослідження мінералів.

## Елементарна комірка
Цумкорит має моноклінну сингонію, кристалічний клас 2/m, що означає, що він має подвійну вісь симетрії вздовж осі b і дзеркальну площину, перпендикулярну до неї, в площині, що містить осі a і c. Осі а і с нахилені одна до одної під кутом β = 115,3°. Параметри елементарної комірки: від a = 9,124 Å до 9,131 Å, b = від 6,326 Å до 6,329 Å і c = від 7,577 Å до 7,583 Å. Є дві формульні одиниці на елементарну комірку (Z = 2), а просторова група дорівнює C2/m, що означає, що комірка є ґраткою з центром на C-грані, з точками ґратки в центрі грані C, а також на кутах комірки. Структура пов'язана зі структурою групи бракебушиту.

## Мінеральний ряд
Цумкорит належить до групи гельмутвінклериту, членами якої є:
- цумкорит PbZnFe2+(AsO4)2.H2O
- гельмутвінклерит PbZn2(AsO4)2.2H2O
- томецекіт PbCu2+2(AsO4)2.2H2O
- мобіїт PbFe3+2(AsO4)2(OH)2

Цумкорит утворює ряд з гельмутвінклеритом, оскільки Zn замінює Fe2+, з томецекітом, оскільки Cu замінює Zn і Fe2+, а також з мавбіїтом.

## Габітус та властивості
Кристали бувають призматичними, витягнутими вздовж осі b або клиноподібними. Вони проявляються у формі радіальних снопів та сферолітів, а також у вигляді волокнистих корок або землистого і порошкоподібного матеріалу. Спайність добра, перпендикулярно до осі c; двійникування є звичайним.
Цумкорит буває жовто-коричневого, червоно-коричневого або помаранчевого кольору, і це один з небагатьох мінералів, які мають жовту смугу (аурипімент і крокоїт — ще два). Він напівпрозорий, зі склоподібним блиском і має дихроїзм від жовтого до жовто-зеленого кольору. Оптичний клас двовісний і показник заломлення приблизно дорівнює 1,90.
Мінерал середньої твердості — 4,5 за Моосом, між флюоритом і апатитом, досить важкий, через вміст свинцю, з питомою вагою 5,2, що більше, ніж у бариту, але менше, ніж у церуситу. Розчиняється в соляній кислоті і не є радіоактивним.

## Прояви та асоціації
Цумкорит є рідкісним вторинним мінералом в окисленій зоні деяких арсеновмісних гідротермальних свинцево-цинкових родовищ.
Типовою місцевістю є шахта Цумеб, Цумеб, регіон Отчікото, Намібія, де він асоціюється з віллемітом, смітсонітом, міметезитом, скородитом, англезитом, арсеніосидеритом, біверитом, бедантитом, кармінітом, лудлокітом, оданієлітом, цинкрозелітом, странскіітом і лейтеїтом. У копальні Путтапа в Австралії він зустрічається з адаміном, міметезитом, смітсонітом, ґетитом і кварцом. На відкритому розрізі Кінторе (родовище Брокен-Гілл, Австралія), зустрічається з сегнітитом, бедантитом, кармінітом і мобіїтом.